# Национальный музей Ганди
Национальный музей Ганди или Мемориальный музей Ганди (англ. The National Gandhi Museum) — это музей Махатмы Ганди, расположенный в Нью-Дели, Индия. Изначально музей был открыт в Мумбаи, вскоре после того, как Ганди был убит в 1948 году. Музей перемещали несколько раз до того, как окончательно расположили его напротив Радж Гхат в Нью-Дели в 1961 году.

## История
Махатма Ганди был убит 30 января 1948 года. Вскоре после его смерти коллекционеры начали исследовать всю Индию, чтобы найти всё, что касалось Ганди. Сначала персональные вещи, газеты и книги, имеющие отношение к Ганди, были доставлены в Мумбаи. В 1951 году, все эти вещи перевезли в коттеджи, расположенные возле Кота Хаус в Нью-Дели. В 1957 году музей снова переехал в особняк.
В 1959 году, музей Ганди переехал в последний раз к месту самадхи Махатмы Ганди в Радж Гхат. Музей официально открыли в 1961 году, на 13-ю годовщину убийства Махатмы Ганди. Доктор Раджендра Прасад, в то время являющийся президентом Индии, лично открыл новый музей.

## Библиотека
Библиотека в Музее Ганди является одновременно выставкой его работ и собранием его учений в целом.
Книги разделены на две секции: те, которые написаны самим Ганди или содержат информацию о нём, а также книги о других важных событиях. В данный момент в библиотеке насчитывается более 35 тысяч книг и документов. Здесь также есть коллекция двух тысяч периодических изданий как на английском, так и на хинди, в которых запечатлена хронология жизни Ганди.

## Галерея
Выставочная экспозиция демонстрирует пропитанную кровью одежду, которая была на Ганди в момент убийства, а также пулю, которая забрала его жизнь. Галерея Национального музея Ганди содержит огромное количество картин и персональных вещей Махатма Ганди. Наиболее приметными экспонатами являются гравюры Сатьяграха Виллемии Мюллер Огтероп, одна из прогулочных тростей Ганди, шаль и дхоти Ганди, которые были на нем в день смерти, одна из пуль, попавших в Ганди и урна с его прахом. В музее также есть несколько зубов Ганди и его зубочистка из слоновой кости.

## Специальные выставки
В дополнение к основной коллекции музея Ганди, в залах демонстрируются также другие экспонаты, связанные с историей Индии. Большинство коллекций основаны на артефактах, имеющих отношение к политическим лидерам Индии, движениям за мир, хотя важные события мировой истории также не обошли стороной в музее.